# 黃植榮
黃植榮，是香港上市公司新鴻基地產的董事，負責統籌新鴻基地產集團的工程策劃事務。

## 職銜
- 新鴻基地產執行董事及董事副总經理

- 新鴻基地產執行委員會成員

## 學歷及專業資格
- 香港理工大學國際房地產理學碩士

- 香港測量師學會資深會員

- 註冊專業測量師

## 外部連結
- 新鴻基地產發展有限公司 二○一○至一一年年報
- 新鴻基地產 （页面存档备份，存于）

## 新聞
- 黃植榮新地打工皇帝 （页面存档备份，存于）

- 新地黃植榮又稱皇 （页面存档备份，存于）